# Philodicus integer
Philodicus integer là một loài ruồi trong họ Asilidae. Philodicus integer được Macquart miêu tả năm 1846.